# Константин I Великий
Фла́вий Вале́рий Авре́лий Константи́н, Константи́н I, Константи́н Вели́кий (лат. Flavius Valerius Aurelius Constantinus; 27 февраля 272, Наисс, Мёзия — 22 мая 337, Никомедия) — римский император с 306 по 337 год. После смерти отца, в 306 году, был провозглашён войском августом, после победы над Максенцием в 312 году в битве у Мульвийского моста и над Лицинием в 324 стал единственным полновластным правителем римского государства; сделал христианство господствующей религией, в 330 году перенёс столицу государства в Византий, в дальнейшем переименованный им в свою честь (Константинополь), организовал новое государственное устройство. С именем Константина I связано окончательное установление в Римской империи системы домината, то есть неограниченной власти императора. Монарх стал пользоваться невиданными до того почестями. Константин почитается некоторыми христианскими церквями как святой в лике равноапостольных (Святой Равноапостольный царь Константин). В то же время Римско-католическая церковь долго не включала его имя в список своих святых, но после Брестской унии имя Константина вошло в список святых Католической церкви, он почитается в настоящее время как святой в лике равноапостольных, память 21 мая или 3 июня в храмах, использующих восточный обряд.
Сам Константин принял крещение только на смертном одре.

## Семья
Константин (Флавий Валерий Аврелий Константин) родился в провинции Верхняя Мёзия в городе Наиссе (современный Ниш в Сербии) 27 февраля около 272 года (точный год рождения не установлен). Отцом Константина был Констанций I Хлор (Флавий Валерий Констанций Хлор), впоследствии провозглашённый цезарем, а матерью — его сожительница (конкубина) — христианка Елена, происходившая из простой семьи (она была дочерью трактирщика из Вифинии). Согласно историку Евтропию, Констанций был «мужем великим и доброжелательности величайшей», поэтому отличался терпимостью к христианам. Впоследствии Констанцию Хлору пришлось разойтись с ней и жениться на падчерице императора Августа Максимиана Геркулия Феодоре. При этом Елена продолжала занимать видное место при дворе сначала своего бывшего мужа, а затем и сына. В результате этого брака у Константина оказалось три единокровных брата (Далмаций Старший, Юлий Констанций, Аннибалиан) и три единокровных сестры (Анастасия, Констанция I, Евтропия II). В ранней молодости Константин служил в армии при Диоклетиане в Никомедии, участвовал в походах в Персию и Египет.

## Борьба за власть
В 285 году император Диоклетиан утвердил новую систему управления империей, согласно которой у власти находились не один, а сразу четыре правителя, двое из которых назывались августами (старшими императорами), а двое других цезарями (младшими). Предполагалось, что спустя 20 лет правления августы отрекутся от власти в пользу цезарей, которые, в свою очередь, также должны были назначить себе преемников. В том же году Диоклетиан выбрал себе в соправители Максимиана, при этом отдав ему в управление западную часть империи, а себе оставив восток. В 293 году августы выбрали себе преемников. Одним из них стал отец Константина, Констанций, бывший тогда префектом Галлии, место другого занял Галерий, ставший впоследствии одним из жесточайших гонителей христиан. В 305 году, спустя 20 лет после установления тетрархии, оба августа подали в отставку и Констанций I Хлор с Галерием стали полноправными правителями империи (первый на западе, а второй на востоке). К этому моменту Констанций был уже очень слаб здоровьем и его соправитель надеялся на его скорую смерть. Почувствовав приближение смерти, Констанций пожелал видеть своего сына Константина, находящегося в этот момент, практически на правах заложника, в столице восточного августа Никомедии. Галерий не желал отпускать Константина к отцу, так как боялся, что воины объявят его августом, что не входило в планы императора. Он хотел подчинить себе всю империю, поставив на место Констанция своего ставленника Флавия Севера. Галерий изначально разрешил отправиться к отцу, но быстро передумал и велел остановить Константина, однако Константин уже отправился в Британию к своему отцу. Армия провозгласила Константина императором после смерти его отца Констанция I в 306 г. под Эбораком (современный город Йорк, Великобритания).
Волей-неволей Галерию пришлось смириться с этим, но под предлогом, что Константин ещё слишком молод, он признал его только цезарем. Августом же он назначил Севера. Формально Константин занимал положение подчинённого по отношению к Флавию Северу, но на самом деле это было не так. В Галлии, где находилась резиденция Константина, стояли лично ему преданные легионы, население провинции, благодаря мягкой и справедливой политике его отца, доверяло ему. Флавий Север не имел такой прочной основы.

### Восстание Максенция
В 306 году в Риме случилось восстание, в ходе которого Максенций, сын отрёкшегося Максимиана, пришёл к власти. Константин охотно пошёл на соглашение с ним, пытаясь использовать его для уничтожения Флавия Севера. Пытаясь подавить восстание, Север осадил Рим, но взять его не смог и отступил в хорошо укреплённую Равенну. Максимиан, вернувшийся к власти после провозглашения сына цезарем, пошёл на хитрость. Он убедил Севера, что среди его приближённых против него составлен заговор, и если он сдастся на милость Максимиану, ему сохранят жизнь. Когда Север сдался, его привезли в Рим и заставили покончить с собой. После его гибели сам император Галерий пытался подавить восстание. Он вторгся в Италию, однако ничего не смог сделать с неприступными твердынями Рима и Равенны. В 308 году взамен Севера он объявил августом Запада Лициния, который реально контролировал лишь балканские провинции. В этом же году цезарь Максимин II Даза объявил себя августом, и Галерию пришлось присвоить Константину такой же титул (так как до этого они оба были цезарями). Таким образом в 308 году империя оказалась под властью сразу 5 полноправных правителей, каждый из которых не подчинялся другому.

### Заговор Максимиана
Вскоре Максимиан, не желавший делить власть с сыном, покинул Рим и отправился в Арелат (современный Арль во Франции) к Константину, который приходился ему зятем. В 310 году Максимиан, живший на положении частного лица в Арелате, распустил слухи о его смерти и захватил власть. Но большая часть армии осталась верна Константину, который в этот момент был в походе против франков. Вскоре услышав о восстании, он быстро вернулся. Максимиан бежал в Массилию, но местные жители открыли ворота войскам Константина. Максимиан был приговорён к смерти, ему было разрешено выбрать способ самоубийства, и он повесился. После смерти Максимиана его имя было стёрто из всех надписей, а изображения уничтожены.

### Война с Максенцием и видение креста
В 312 году теперь уже Константин двинул свои войска против Максенция, чья власть к тому времени выродилась в жестокую тиранию. Порочный и праздный, он задавливал народ непосильными налогами, доходы от которых тратил на пышные празднества и грандиозные строительства. Однако он обладал большим войском, состоящим из гвардии преторианцев, а также мавров и италиков. В нескольких сражениях Константин разгромил силы Максенция, который в этот момент давал в Риме игры в честь своего дня рождения. Когда войска Константина стояли уже у самого города Рима, он встретился с противником у Мульвийского моста, но войска того обратились в бегство, а сам он, поддавшись страху, бросился к разрушенному мосту и утонул в Тибре. Константин приказал выловить тело Максенция и отрубить ему голову. 28 октября 312 года Константин торжественно вступил в Рим с головой Максенция. В честь этой победы в столице была поставлена грандиозная арка Константина.
Согласно легенде, во сне перед битвой Константину было видение креста и он услышал голос произносящий «Hoc vince» (ст.-слав. «Сим победиши»). Константин впервые приказывает изготовить лабарум.
Но в империи оставалось ещё двое августов. Это были Максимин II Даза и Лициний — ставленники Галерия (сам он к тому времени уже умер).

### Война с Лицинием
В 313 году Максимин II Даза был побеждён Лицинием, который присоединил его владения к своим. Таким образом Лициний стал правителем большей части империи, включающей в себя всю Азию, Египет и балканские провинции, Константину же оставались Галлия, Италия, Африка и Испания. В 314 году войска обоих августов встретились. Лициний потерпел поражение и по мирному договору отдавал победителю Паннонию, Далмацию, Дакию, Македонию и Грецию. Однако спустя 10 лет в 324 году их войска опять сошлись, и в решительном сражении у города Адрианополя во Фракии Константин опять одержал победу. Лициний бежал в хорошо укреплённую Никомедию. После побед в морском бою у Геллеспонта и в сухопутном у Хризополиса Константин предложил ему отречься от власти в обмен на сохранение жизни. Лициний согласился. 18 сентября 324 года Константин был официально объявлен единым правителем империи. Лициния выслали в Фессалоники. Иордан сообщает, что Лициния убили восставшие готы. Евтропий сообщает о том, что Лициний, являясь уже частным лицом, был убит в Фессалониках Константином, вопреки клятве последнего. Аврелий Виктор сообщает о том, что Константин приказал задушить Лициния и вместе с ним Мартиниана.

## Правление Константина

### Административная политика
Став полновластным правителем империи, Константин продолжил политику Диоклетиана по закреплению свободных земледельцев за их землёй, при этом сильно возросли налоги, так как государству нужны были средства на восстановление империи после 20 лет гражданских войн. Кроме того, Константин развил бурную строительную деятельность, что также требовало дополнительных затрат. Государство было разделено Константином на 4 округа: Восток, Иллирию, Италию и Галлию, которые делились на более мелкие административные единицы — диоцезы. Он также учредил государственный совет при императоре — консисторий.
Также Константин в 314—324 годах провёл монетную реформу, которая была усовершенствованием денежной реформы, проведённой в 296 году императором Диоклетианом.

### Религиозная политика
В начале своего правления Константин, как и все предыдущие императоры, был язычником. По вопросу причин принятия христианства существуют разные версии.
Чудесные видения
В соответствии с версией Евсевия Кесарийского, во время войны с Максенцием Константину во сне явился Христос, который повелел начертать на щитах и знамёнах своего войска греческие буквы ΧΡ, а на следующий день Константин увидел в небе видение креста и услышал голос, говорящий: «Сим победиши!». Это знамя привело Константина к победе в сражении у Мульвийского моста и обратило его к новой вере.
Убийство Криспа и Фаусты
По версии византийского историка V века Зосима, автора «Новой истории», настроенного антихристиански, переход в новую религию был вызван желанием Константина избежать мести богов за убийство жены и сына. Уже будучи императором, Константин убил свою молодую жену Фаусту и сына от прежнего брака Криспа, заподозрив их в любовной связи (См. также ниже ). Мучимый совестью, Константин опасался мести богов Олимпа, подобной той, которая за подобное преступление постигла мифического царя Тантала. Созванные на совет языческие жрецы единодушно пришли к выводу, что такое преступление нельзя искупить. Исключение составил последователь христианства, заверивший императора, что христианский Бог прощает даже самые тяжкие грехи. По мнению Зосима, именно это обстоятельство послужило причиной отмены политики Диоклетиана, что положило конец гонениям на христиан и принятию христианства в качестве государственной религии Римской империи.
Положение христианства после 313 года
Так или иначе, Константин настоял на принятии свободы вероисповедания (см. Миланский эдикт). Христианство стало обретать статус государственной религии: эдиктом 313 года на имя Анулина, проконсула Африки, он освободил от податей и повинностей «клириков кафолической церкви, в которой предстоятельствует Цецилиан», в том же 313 году он созвал собор в Риме под председательством папы Мельхиадa, чтобы решить спор донатистов с карфагенским епископом Цецилианом. На соборе было принято решение против донатистов, которые апеллировали к Константину; в результате по его указу епископы-донатисты были приговорены к изгнанию, их церкви — конфискованы.
Эдикт 313 года об освобождении от податей церкви Цецилиана был продолжен законом 319 года, которым он освободил церкви и клир от налогов и общественных повинностей. Законом 321 года утвердил за церквями право приобретать недвижимое имущество и владеть им. По всей империи возводились христианские храмы, подчас для их возведения разбирались храмы языческие, ряд известных языческих храмов был разрушен по велению Константина.
Предоставляя христианству особый статус и поддерживая церковь, Константин активно вмешивался в церковные дела, добиваясь единства кафолической (от греч. καθολικὴ — всеобщей) церкви как условия единства империи и выступая арбитром в межцерковных спорах. Когда между александрийскими священником Арием и епископом Александром разгорелся тринитарный спор, грозивший церковным расколом, Константин созвал Никейский Собор 325 года, на котором поддержал сторонников Александра против ариан. На этом же соборе Константин заявил епископам «Вы — епископы внутренних дел церкви, я — поставленный от Бога епископ внешних дел» (греч. τῶν εἴσω τῆς Ἐκκλησίας καὶ τῶν ἐκτός). На соборе арианство было осуждено, указами Константина Арий и ряд арианских епископов были сосланы. Впоследствии Константин поддержал арианство, и Тирским Собором был осуждён Афанасий Великий.
Примерно в 332 году Константин издаёт эдикт о разрушении языческих храмов, который, судя по всему, не был приведён в исполнение.
Константин принял крещение перед смертью от арианского епископа Евсевия Никомедийского, при этом он сам уклонился в арианское учение, после чего начались расхищения храмов и церковные раздоры.

### Возведение Константинополя
К IV веку город Рим перестал быть резиденцией императоров. В условиях постоянной опасности внешнего вторжения правитель должен был находиться ближе к границам империи. С этой точки зрения расположение столицы было неудобно. Поэтому, начиная с Диоклетиана, императоры располагали свои резиденции в городах, более отвечающих стратегическим целям обороны государства. Такими местами были Трир в Германии, Никомедия в Малой Азии, Аквилея и Милан в Северной Италии. Константин не был исключением из этого правила. Первый раз он посетил Рим после победы над Максенцием, впоследствии побывав там только два раза. Константин загорелся мечтой создать новую столицу, которая символизировала бы начало новой эпохи в истории Рима. Основой для будущего города послужил древний греческий город Византий, расположенный на европейском побережье Босфора. Старый город был расширен и окружён неприступными крепостными стенами. В нём возводятся ипподром и множество храмов, как христианских, так и языческих. Со всей империи в Византий свозились произведения искусства: картины, скульптуры.
Строительство началось в 324 году, и спустя 6 лет, 11 мая 330 года, Константин официально перенёс столицу Римской империи в Византий и нарёк его Новым Римом (греч. Νέα Ῥώμη, лат. Nova Roma), однако это название вскоре было забыто и уже при жизни императора город стали называть Константинополем.

### Казнь Криспа и Фаусты
В начале лета 326 года сын Константина Крисп (Флавий Юлий Крисп) был схвачен и казнён по приказу своего отца-императора, вместе с ним Константин казнил и своего племянника, юношу Лициниана. Причины этого достоверно не известны. Вероятно, это произошло из-за наветов мачехи Криспа Фаусты, пытавшейся расчистить дорогу к трону своим сыновьям: она обвинила Криспа в том, что он пытался её изнасиловать, и подкупила нескольких сенаторов, чтобы они подтвердили это. Но уже через месяц после казни сына Константин, видимо, раскрыв обман жены, велел запереть её в бане, где она задохнулась от жара. Как сообщает Евтропий, Константин казнил многих своих друзей в это время.
По мнению византийского хрониста Зосима, именно казнь Криспа и Фаусты послужила причиной перехода Константина в христианство(см. выше ).

## Последние годы и смерть
5 июля 328 император лично открывает «Константинов мост» через Дунай в Суцидаве в Дакии, который стал самым длинным речным мостом древности. Его общая протяжённость составляла 2437 метров, из которых 1137 метров проходили над Дунаем. Ширина моста составляла 5,7 метров, а высота над уровнем реки — 10 метров. В планах Константина было возвращение Дакии, которая была оставлена ещё в 271 году при императоре Аврелиане.
В 332 году Константин провёл совместную с сарматами войну против готов. Вестготы под предводительством Ариариха вышли из Ойума и стали продвигаться на территории сарматов в Дакии. Сарматы попросили у Константина помощь, и 20 апреля 332 года римская армия под предводительством его сына Константина II разбила варваров, уничтожив «голодом и холодом» около 100 000 варваров. В 334 сарматы устраивают переворот против своих лидеров и тогда Константин начинает войну уже с сарматами. Разбив их войска Константин расселяет часть выживших в Иллирии в качестве крестьян, а других забирает в свою армию. Поселенные в определённых землях варвары, известные как колоны, стали прообразом крепостных крестьян, так как не имели права покидать обрабатываемую ими землю. В 336 году Константин получает титул Dacicus maximus.
После успехов в Дакии, Константин планирует начать войну с Сасанидской Персией. В 338 году заканчивал действие Нисибисский мирный договор и обе страны готовились к войне. Константин пишет письмо шахиншаху Шапуру II, в котором говорит о своём покровительстве персидских христиан и требует прекратить притеснения, которые начались после принятия Римом христианства как официальной религии. Константин планировал принять крещение в реке Иордан перед тем как войти на территорию Персии, но он заболел весной 337 года.
Видимо, осознавая свою скорую кончину, Константин тайно приготовил себе место для погребения в Храме Святых Апостолов. Но после пасхи 337 года он почувствовал себя хуже и отправился в Еленополис пользоваться ваннами. Вначале он лечился в банях Никомедии, затем прибег к горячим источникам Дрепана, после чего поселился на своей столичной вилле Анкирона, куда призвал нескольких арианских епископов, включая Евсевия Никомедийского, для принятия крещения. Собрав епископов, он признался, что мечтал принять крещение в водах Иордана, но по воле Божьей принимает его здесь. Но, почувствовав себя хуже, Константин велел перевезти себя в Никомедию, где его крестил Евсевий Никомедийский 22 мая 337 года. После смерти Константин Великий был похоронен в Храме Святых Апостолов.

## Итоги правления Константина
Константина можно назвать первым христианским императором, при котором произошёл перелом в жизни христиан. Язычество отошло на второй план. Историки христианства, восхищавшиеся его деяниями, называют его Константином Великим, но, как бы ни был могущественен император, он не мог остановить упадок империи. Дальнейшая история Римской империи рассматривается как «христианская». При нём столицей стал город Византий, впоследствии переименованный в Константинополь.

## «Константинов дар»
«Константиновым даром» именовалась грамота, якобы выданная императором Константином Великим папе Сильвестру, в которой император объявлял, что передаёт папе власть над всей западной частью Римской империи, сам же удаляется в Константинополь. Грамота была сфабрикована в папской курии около середины VIII века для обоснования возникшей светской власти пап и в особенности их притязаний на верховенство над мирскими властями на Западе. Первые сомнения насчёт подлинности документа возникли ещё в Средневековье. Окончательно доказал факт подлога итальянский гуманист Лоренцо делла Валла в сочинении «О даре Константина» (1440), опубликованном в 1517 году.

## Память

### Церковное почитание
За свою деятельность по распространению христианства Константин вместе со своею матерью Еленою канонизирован в лике равноапостольных.
Память святого равноапостольного Константина совершается:
- в православной церкви — 21 мая (3 июня), в поместных православных церквах, использующих юлианский календарь[30]; 21 мая, в поместных православных церквах, использующих новоюлианский календарь;
- в католической церкви — 21 мая.

## Отражение в искусстве

### В кино
- Константин Великий (фильм) (1961)[31]
- Древний Рим: Расцвет и падение империи (2006) (докудрама, мини-сериал, эпизод 5 «Константин»)[32]
- Рим: Расцвет и гибель империи (2008) (докудрама, сериал, эпизод 10 «Константин Великий»)

### В литературе
- Ивлин Во. «Елена», роман; ISBN 978-5-17-067865-6, ISBN 978-5-271-30295-4.